# Шолль, Роланд
Роланд Генрих Шолль (нем. Roland Heinrich Scholl; 30 сентября 1865, Цюрих — 22 августа 1945, Эйленбург) — немецко-швейцарский химик, профессор Дрезденского университета.

## Биография
После окончания средней школы в Цюрихе, Роланд Генрих Шолль с 1883 года учился в университете Вюрцбурга и в Швейцарской высшей технической школе (ETH). С 1887 по 1893 год он был ассистентом в Цюрихе, а в 1890 году получил степень кандидата наук в Базельском университете. В 1893 году являлся приват-доцентом в Цюрихе, а год спустя — защитил докторскую диссертацию в ETH.
В 1895 году Шолль работал преподавателем химии в Ветеринарной школе, а в 1896 — стал профессором в Технологическом институте Карлсруэ. В 1907 году он стал профессором химии в университете Граца. В 1914 году он был призван на военную службу — был освобожден от нее в 1916. С 1916 по 1934 год Шолль состоял профессором органической химии и химической технологии в университете Дрездена. В тот период он являлся директором лаборатории органической химии, а с 1921 года — главой химического отдела. В 1920 году Шолль стал полноправным членом Саксонской академии наук. 11 ноября 1933 года Роланд Шолль был среди более 900 ученых и преподавателей немецких университетов и вузов, подписавших «Заявление профессоров о поддержке Адольфа Гитлера и национал-социалистического государства».

## Работы
- Weitere Untersuchungen über Veränderungen der Reaktionslage des Birnbaumes (Pirus communis L.) gegenüber der Mistel (Viscum album L.) / Scholl, Roland. — Berlin, 1956
- Ueber die Tautomerie der Anthrachinon-α-carbonsäure-chloride und die Konstitution der sog. Aroyl-exanthronyle / Scholl, Roland. — Helsinki : Suomal. Tiedeakat., 1927